# 迪耶普 (新不伦瑞克)
迪耶普（法語：Dieppe）是加拿大新不伦瑞克省的一座城市，也是该省第四大城市。该市于1952年获得城镇地位，于2003年获得城市地位。迪耶普的官方语言为法语，城市居民主要使用阿卡迪亚方言。迪耶普是加拿大魁北克以外的最大法语城市。